# Vučetinec
Vučetinec is een plaats in de gemeente Sveti Juraj na Bregu in de Kroatische provincie Međimurje. De plaats telt 585 inwoners (2001).